# 王宗濬
王宗濬（？—？），字志达，号少山。福建泉州府晋江县人，明朝政治人物、进士出身。

## 生平
正德十一年（1516年）丙子科舉人，嘉靖五年（1526年）丙戌科进士，授户部湖广司主事，八年奉命督理淮安常盈等倉。丁外艰归，十一年服阕，补户部四川司主事，掌太仓银库。十二年升员外郎。丁内艰归，十六年释服，升任户部河南司郎中，抵抗明朝徽王府宗室私征土地赋税，后被逮捕入诏狱，贬广东市舶司提举，升大埔县知县，又摄廉州府事。升直隶太平府同知，升湖广江防佥事，饬武备，救灾饥荒。卒於任内。

## 家族
父王綱，母林氏。兄王宗源，號一山，按察司副使。弟王宗道。
娶黄氏，封宜人。子王廷献，舉人。